# Marist College
Marist College es una universidad privada laica, antiguamente católica, de la Congregación de los Hermanos Maristas, ubicada en Poughkeepsie, estado de Nueva York (Estados Unidos de América).

## Historia
En 1905 los hermanos maristas crearon su primera casa de estudios en los Estados Unidos, en la ribera oriental del río Hudson, al norte de Poughkeepsie. En 1929 comenzaron a impartir educación superior con la ayuda de la Universidad de Fordham, y en 1946 obtuvo su reconocimiento como universidad por el estado de Nueva York con el nombre de Marian College, aunque seguía instruyendo solamente a los hermanos maristas. En 1960 cambió de nombre a Marist College y comenzó a aceptar estudiantes no católicos. 

## Deportes
Marist College compite en División I de la NCAA, en la Metro Atlantic Athletic Conference. 